# 約翰·希利

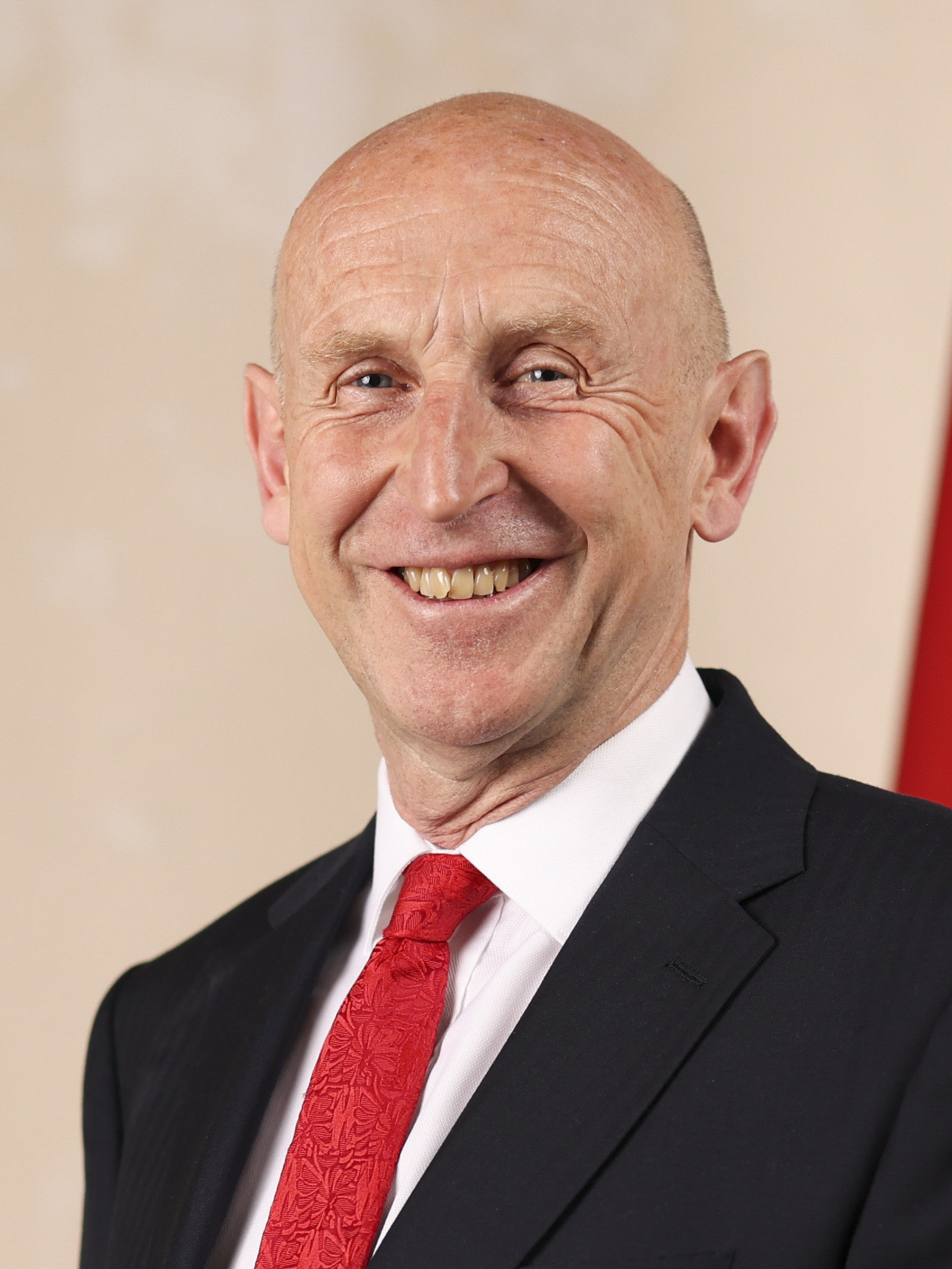
2024

約翰·希利（英語：John Healey，1960年2月13日—），是一位英格蘭政治人物，他的黨籍是工黨。自2010年開始，他擔任溫特沃思和德恩選區選出的英國下議院議員。他畢業於劍橋大學基督學院，從1997年開始就是國會議員。
2024年7月5日起出任英國國防大臣。